# Бел Нокс
Бел Нокс (на английски: Belle Knox), с рождено име Мириам Уикс (на английски: Miriam Weeks), е американска порнографска актриса и студентка в Университета Дюк.
Родена е на 9 юни 1995 г.
През април 2014 г. е обявено, че Нокс е избрана за водеща на уеб реалити шоуто „Секс фактор“.

## Награди и номинации
Номинации
- 2015: Номинация за AVN награда за най-добра нова звезда.[7]